# Talking Head
Talking Head (トーキング・ヘッド?, Tōkingu Heddo) è un mockumentary giapponese in tecnica mista del 1992 diretto da Mamoru Oshii e co-scritto da Oshii con Kazunori Itō. Col pretesto di voler documentare la difficile ed inquietante lavorazione di un anime intitolato, per l'appunto, Talking Head, questa opera mira a far riflettere, attraverso interviste surreali e ricche di monologhi filosofici, sull'alienazione e sulle tribolazioni che gravano su chi lavora nell'industria dell'animazione nipponica.
Sono presenti numerosi riferimenti alle serie e ai prodotti anime (il breve segmento iniziale animato è infatti del character designer Haruhiko Mikimoto, famoso per Macross), così come auto-citazioni all'entourage dello stesso regista. Non a caso i nomi di tutti i personaggi sono quelli del vero staff che lavorò al film, come Yasuo Ōtsuka e Ichirō Itano, il designer Yutaka Izubuchi, lo sceneggiatore Kazunori Itō, il compositore Kenji Kawai e Rei Maruwa (uno pseudonimo che Oshii usò in molti dei suoi progetti).

## Trama
La data d'uscita nelle sale cinematografiche dell'anime Talking Head si avvicina. Tuttavia, lo staff addetto alla sua realizzazione è in crisi e non riesce a portare avanti il lavoro a causa della scomparsa del regista e sceneggiatore che, tra l'altro, ad un mese dalla data fissata per la distribuzione, non era riuscito nemmeno a completare la storia. Quindi i produttori chiamano "I", un mestierante il cui lavora consiste nel portare a termine le produzioni in stallo, per finire l'opera, in un modo o nell'altro. Tuttavia il compito sarà tutt'altro che semplice, perché, come se non fosse abbastanza, i vari membri della crew scompaiono uno dopo l'altro, venendo poi ritrovati brutalmente assassinati. I pertanto dovrà anche indagare su questa misteriosa catena di omicidi.

## Produzione
Come egli stesso raccontò, Oshii ottenne la possibilità di realizzare Talking Head solo dopo aver accettato di girare Patlabor 2: The Movie. Inoltre, la situazione in cui "il regista è scomparso" disse che fu basata sulla reale esperienza accaduta durante la lavorazione di Lamù - Only You. Le riprese si svolsero a Kamiyama City, nella prefettura di Yamagata, sede del cinema (padiglione Tokiwa) di Kazunori Itō.

## Segmenti animati
In Talking Head sono presenti ben tre sequenze anime:
- La prima apre il lungometraggio ed è una scena di un film animato che "I" aveva appena finito. Lo staff principale di Fortezza superdimensionale Macross, composto da Miki Honbu Hirohiko e Kawamori Masaharu, è responsabile del charachter e mecha design.
- La seconda è una versione animata del corto dei fratelli Lumière L'arrivo di un treno alla stazione di La Ciotat.
- L'ultima è una serie di rappresentazioni che ricordano molto da vicino il finale della serie anime Neon Genesis Evangelion. Hideaki Anno, interrogato a tal proposito, dichiarò di non aver mai visto il film di Oshii.

### Staff di produzione
- Character design: Miki Homoto
- Mecha design: Shoji Kawamori
- Regia: Isao Kaneda , Kazuya Kurosawa
- Art director: Hiromasa Ogura
- Studio di produzione: I.G. Tatsunoko

## Edizione DVD
Nel febbraio 2003 Talking Head venne incluso nel Box-set dedicato alla "trilogia live action" di Mamoru Oshii, comprendente anche The Red Spectacles e StrayDog: Kerberos Panzer Cops. La versione in DVD singolo è stata pubblicata invece nell'aprile 2010 .